# Phaethornis eurynome
O rabo-branco-de-garganta-rajada (Phaethornis eurynome) é uma espécie de ave da família Trochilidae (colibris ou beija-flores).
Característico da América do Sul,  é encontrado no sudeste do Brasil,  nordeste da Argentina e leste do Paraguai.

## Aparência
Mede aproximadamente 15,3 cm. Em ambos os gêneros, a coloração é semelhante.
O rabo-branco-de-garganta-rajada possui esta denominação pela sua cauda branca, composta de duas longas penas vistas separadas ou unidas. Seu bico é longo em relação ao corpo, e é pronunciadamente curvo.

## Comportamento
Visto geralmente de forma isolada, é incomum ver mais de um indivíduo ao mesmo tempo. Seu hábitat é o interior da floresta, em particular a Mata Atlântica,  e arredores desta. Enquanto paira no interior da floresta, tem o hábito de emitir solitários piados curtos a intervalos de um ou dois segundos. 
Embora não esteja classificada pela BirdLife International e IUCN, como espécie em perigo de extinção, sua direta dependência da floresta inspira atenção, pois a área da Mata Atlântica, historicamente vêm diminuindo.

## Reprodução
Os ninhos costumam ser feitos no núcleo da mata, usando qualquer vegetal como suporte.  São montados não muito longe do solo e em geral próximos de recursos de água. Possui a aparência de um pequeno saco pendurado, em finos galhos da planta, por uma corda fiada de musgos e líquens, de dimensão semelhante à largura do tronco da mãe colibri. 
Com cerca de 1,7 cm de comprimento e 1 cm de largura, os ovos são chocados por 17 dias. Após então, os filhotes permanecem no ninho de 22 a 23 dias, quando então o abandonam para a vida adulta.

## Subespécies
São reconhecidas duas subespécies:
- Phaethornis eurynome eurynome (Lesson, 1832) - ocorre no Leste do Brasil, do estado da Bahia até o estado do Rio Grande do Sul;
- Phaethornis eurynome paraguayensis (M. Bertoni & W. Bertoni, 1901) ocorre no Leste do Paraguai e no Nordeste da Argentina na província de Misiones.